# Leagues Cup 2019
La Leagues Cup 2019 (en español: Copa de las Ligas 2019) fue la edición inaugural del torneo internacional organizado por la Major League Soccer y la Liga MX, con aprobación de la Concacaf, que enfrentó a cuatro clubes de cada liga en un formato de eliminación directa a partido único. Se llevó a cabo entre el 23 de julio y el 18 de septiembre, y tuvo lugar en Estados Unidos.

## Formato
La edición inaugural de la Leagues Cup contó con ocho equipos: cuatro invitados de la Major League Soccer y cuatro clubes de la Liga MX elegidos en función de los resultados competitivos.

## Equipos participantes
| Equipo             | Ciudad                   |
| ------------------ | ------------------------ |
| América            | Ciudad de México         |
| Chicago Fire       | Chicago, Illinois        |
| Cruz Azul          | Ciudad de México         |
| Houston Dynamo     | Houston, Texas           |
| Los Angeles Galaxy | Carson, California       |
| Real Salt Lake     | Sandy, Utah              |
| Tigres UANL        | Monterrey, Nuevo León    |
| Tijuana            | Tijuana, Baja California |

### Distribución geográfica de los equipos
Distribución geográfica de las sedes de los equipos participantes:

## Calendario
El formato se anunció el 31 de mayo de 2019. Comenzó el 23 de julio y concluyó con la final el 18 de septiembre.
| Ronda            | Fechas                   | Estadios                                                                                   | Ciudades                                                                   |
| ---------------- | ------------------------ | ------------------------------------------------------------------------------------------ | -------------------------------------------------------------------------- |
| Cuartos de final | 23-24 de julio de 2019   | - SeatGeek Stadium - Dignity Health Sports Park - BBVA Compass Stadium - Rio Tinto Stadium | - Bridgeview, Illinois - Carson, California - Houston, Texas - Sandy, Utah |
| Semifinales      | 20 de agosto de 2019     | - Dignity Health Sports Park - BBVA Compass Stadium                                        | - Carson, California - Houston, Texas                                      |
| Final            | 18 de septiembre de 2019 | - Sam Boyd Stadium                                                                         | - Las Vegas, Nevada                                                        |

## Fase eliminatoria

### Cuadro de desarrollo
|  | Cuartos de final        | Cuartos de final |                    |           | Semifinales | Semifinales |  |           | Final | Final |  |
|  |                         |                  |                    |           |             |             |  |           |       |       |  |
|  |                         |                  |                    |           |             |             |  |           |       |       |  |
|  | Chicago Fire            | 0                |                    |           |             |             |  |           |       |       |  |
|  | Chicago Fire            | 0                |                    |           |             |             |  |           |       |       |  |
|  | Cruz Azul               | 2                |                    |           |             |             |  |           |       |       |  |
|  | Cruz Azul               | 2                |                    | Cruz Azul | 2           |             |  |           |       |       |  |
|  |                         |                  |                    | Cruz Azul | 2           |             |  |           |       |       |  |
|  |                         |                  | Los Angeles Galaxy | 1         |             |             |  |           |       |       |  |
|  | Los Angeles Galaxy (p.) | 2 (3)            | Los Angeles Galaxy | 1         |             |             |  |           |       |       |  |
|  | Los Angeles Galaxy (p.) | 2 (3)            |                    |           |             |             |  |           |       |       |  |
|  | Tijuana                 | 2 (1)            |                    |           |             |             |  |           |       |       |  |
|  | Tijuana                 | 2 (1)            |                    |           |             |             |  | Cruz Azul | 2     |       |  |
|  |                         |                  |                    |           |             |             |  | Cruz Azul | 2     |       |  |
|  |                         |                  | Tigres UANL        | 1         |             |             |  |           |       |       |  |
|  | Houston Dynamo          | 1 (5)            | Tigres UANL        | 1         |             |             |  |           |       |       |  |
|  | Houston Dynamo          | 1 (5)            |                    |           |             |             |  |           |       |       |  |
|  | América (p.)            | 1 (6)            |                    |           |             |             |  |           |       |       |  |
|  | América (p.)            | 1 (6)            |                    | América   | 2 (3)       |             |  |           |       |       |  |
|  |                         |                  |                    | América   | 2 (3)       |             |  |           |       |       |  |
|  |                         |                  | Tigres UANL (p.)   | 2 (5)     |             |             |  |           |       |       |  |
|  | Real Salt Lake          | 0                | Tigres UANL (p.)   | 2 (5)     |             |             |  |           |       |       |  |
|  | Real Salt Lake          | 0                |                    |           |             |             |  |           |       |       |  |
|  | Tigres UANL             | 1                |                    |           |             |             |  |           |       |       |  |
|  | Tigres UANL             | 1                |                    |           |             |             |  |           |       |       |  |
|  |                         |                  |                    |           |             |             |  |           |       |       |  |

## Partidos

### Cuartos de final
| Equipo 1           | Resultado    | Equipo 2    |
| ------------------ | ------------ | ----------- |
| Chicago Fire       | 0–2          | Cruz Azul   |
| Los Angeles Galaxy | 2–2 (3–1 p.) | Tijuana     |
| Houston Dynamo     | 1–1 (5–6 p.) | América     |
| Real Salt Lake     | 0–1          | Tigres UANL |

### Semifinales
| Equipo 1           | Resultado    | Equipo 2    |
| ------------------ | ------------ | ----------- |
| Los Angeles Galaxy | 1–2          | Cruz Azul   |
| América            | 2–2 (3–5 p.) | Tigres UANL |

### Final
| Equipo 1  | Resultado | Equipo 2    |
| --------- | --------- | ----------- |
| Cruz Azul | 2–1       | Tigres UANL |

|                               |
| Bandera de México             |
| Campeón Cruz Azul 1.er título |

## Estadísticas

### Máximos goleadores
| Jugador           | Club        | Goles |
| ----------------- | ----------- | ----- |
| Andrés Ibargüen   | América     | 2     |
| Nicolás Benedetti | América     | 1     |
| Guido Pizarro     | Tigres UANL | 1     |
| Yoshimar Yotún    | Cruz Azul   | 1     |
| Orbelín Pineda    | Cruz Azul   | 1     |